# فریگیت کلاس فورمیدبل
فریگیت کلاس فورمیدبل (به انگلیسی: Formidable-class frigate) یک کلاس از کشتی است که طول آن ۱۱۴٫۸ متر (۳۷۶ فوت ۸ اینچ) می‌باشد.